# Voodoo Child: The Jimi Hendrix Collection
Voodoo Child: The Jimi Hendrix Collection – dwupłytowa kompilacja zawierająca zarówno nagrania studyjne, jak i materiał zarejestrowany podczas występów na żywo.

## Lista utworów
Autorem wszystkich utworów, chyba że zaznaczono inaczej jest Jimi Hendrix.
| CD1 – nagrania studyjne | CD1 – nagrania studyjne            | CD1 – nagrania studyjne |
| Nr                      | Tytuł utworu                       | Długość                 |
| ----------------------- | ---------------------------------- | ----------------------- |
| 1.                      | „Purple Haze”                      | 2:50                    |
| 2.                      | „Hey Joe” (Roberts)                | 3:30                    |
| 3.                      | „The Wind Cries Mary”              | 3:20                    |
| 4.                      | „Fire”                             | 2:43                    |
| 5.                      | „Highway Chile”                    | 3:39                    |
| 6.                      | „Are You Experienced?”             | 4:14                    |
| 7.                      | „Burning of the Midnight Lamp”     | 3:39                    |
| 8.                      | „Little Wing”                      | 2:24                    |
| 9.                      | „All Along the Watchtower” (Dylan) | 3:59                    |
| 10.                     | „Crosstown Traffic”                | 2:12                    |
| 11.                     | „Voodoo Child (Slight Return)”     | 5:12                    |
| 12.                     | „Spanish Castle Magic”             | 5:48                    |
| 13.                     | „Stone Free”                       | 3:43                    |
| 14.                     | „Izabella”                         | 2:46                    |
| 15.                     | „Stepping Stone”                   | 4:07                    |
| 16.                     | „Angel”                            | 4:21                    |
| 17.                     | „Dolly Dagger”                     | 4:44                    |
| 18.                     | „Hey Baby (New Rising Sun)”        | 6:04                    |
|                         |                                    | 1:09:15                 |

| CD2 – nagrania koncertowe | CD2 – nagrania koncertowe            | CD2 – nagrania koncertowe |
| Nr                        | Tytuł utworu                         | Długość                   |
| ------------------------- | ------------------------------------ | ------------------------- |
| 1.                        | „Fire”                               | 3:33                      |
| 2.                        | „Hey Joe” (Roberts)                  | 6:46                      |
| 3.                        | „I Don’t Live Today”                 | 6:45                      |
| 4.                        | „Hear My Train a Comin’”             | 11:00                     |
| 5.                        | „Foxy Lady”                          | 4:25                      |
| 6.                        | „Machine Gun”                        | 11:36                     |
| 7.                        | „Johnny B. Goode”                    | 4:45                      |
| 8.                        | „Red House”                          | 8:00                      |
| 9.                        | „Freedom”                            | 4:06                      |
| 10.                       | „Purple Haze”                        | 3:55                      |
| 11.                       | „Star Spangled Banner” (Traditional) | 3:43                      |
| 12.                       | „Wild Thing” (Taylor)                | 7:41                      |
|                           |                                      | 1:16:15                   |

## Pochodzenie poszczególnych utworów
CD1 – albumy, z których pochodzą utwory
- Are You Experienced: „Purple Haze”, „Hey Joe”, „The Wind Cries Mary”, „Are You Experienced?”, „Fire”
- Axis: Bold as Love: „Little Wing”
- Electric Ladyland: „Burning of the Midnight Lamp”, „Crosstown Traffic”, „Voodoo Child (Slight Return)”
- First Rays of the New Rising Sun: „Angel”, „Dolly Dagger”, „Hey Baby (New Rising Sun)”
- The Jimi Hendrix Experience Box: „Highway Chile”, „Spanish Castle Magic”, „Stone Free”
- South Saturn Delta: „All Along the Watchtower”
- Utwory „Stepping Stone” i „Izabella” pochodzą z oryginalnego singla Band of Gypsys wydanego 8 kwietnia 1970 roku.

CD2 – koncerty, z których pochodzą utwory
- „Fire”, „Hey Joe” – Winterland, San Francisco, 12 października 1968 (1. występ)
- „I Don’t Live Today” – Los Angeles Forum, Los Angeles, 26 kwietnia 1969
- „Hear My Train a Comin’”, „Johnny B. Goode” – Berkeley Community Theatre, Berkeley, 30 maja 1970 (1. występ)
- „Foxey Lady” – Maui, Hawaje, 30 lipca 1970
- „Machine Gun” – Fillmore East, Nowy Jork, 1 stycznia 1970 (2. występ)
- „Red House” – New York Pop Festival, Nowy Jork, 17 lipca 1970
- „Freedom” – Isle of Wight Festival, Wyspa Wight, Anglia, 30 sierpnia 1970
- „Purple Haze” – San Diego Sports Arena, San Diego, 24 maja 1969
- „The Star Spangled Banner” – Woodstock Festival, Bethel, 18 sierpnia 1969
- „Wild Thing” – Monterey Pop Festival, Monterey, 18 czerwca 1967

## Źródła
- Kurt Loder, Voodoo Child: The Jimi Hendrix Collection, wyd. 2CD, książeczka, MCA Records, Experience Hendrix, 2001 (ang.). Brak numerów stron w książce
- Lindsay Planer: Voodoo Child: The Jimi Hendrix Collection. AllMusic. [dostęp 2021-02-15]. [zarchiwizowane z tego adresu (2021-02-15)]. (ang.).